# Adam Ptáčník
Adam Ptáčník (Pardubice, 4 de diciembre de 1985) es un deportista checo que compitió en ciclismo en la modalidad de pista. Ganó una medalla de bronce en el Campeonato Europeo de Ciclismo en Pista de 2010, en la prueba de keirin.

## Medallero internacional
| Campeonato Europeo | Campeonato Europeo | Campeonato Europeo | Campeonato Europeo |
| Año                | Lugar              | Medalla            | Competición        |
| ------------------ | ------------------ | ------------------ | ------------------ |
| 2010               | Pruszków (Polonia) | Medalla de bronce  | Keirin             |